# Затерии
Затерии (лат. Zatheria) — в альтернативной расширенной классификации клада (или подлегион) млекопитающих, входящая в группу кладотериев. Включает общего предка рода Peramus, плацентарных, сумчатых и всех их потомков.

## Классификация по McKenna&Bell
- Класс млекопитающие (Mammalia)
  - Подкласс териообразные (Theriiformes)
    - Инфракласс голотерии (Holotheria)
      - Надлегион трехнотерии (Trechnotheria)
        - Легион кладотерии (Cladotheria)
          - Подлегион затерии (Zatheria)
            -               - Семейство † Arguitheriidae
              - Семейство † Arguimuridae
              - Семейство † Vincelestidae

            - Инфралегион † перамуры (Peramura)
            - Инфралегион трибосфениды (Tribosphenida)
              - Надкогорта † Aegialodontia
              - Надкогорта терии (Theria)
                - Когорта плацентарные (Placentalia)
                - Когорта сумчатые (Marsupialia)